# Rick Hawn
Richard Hawn (* 15. září 1976 Chicago) je bývalý americký zápasník – judista a grappler, mezi lety 2009 až 2015 jako profesionál. Jako profesionál dosáhl největších úspěchů na turnajích Bellator MMA.

## Sportovní kariéra
Vyrůstal v Eugene v Oregonu. Na základní a střední škole se věnoval amerického tradičnímu zápasu. Po skončení střední školy se dostal do vrcholového tréninkové centra v Colorado Springs, kde se specializoval na olympijský sport judo. V americké mužské judistické reprezentaci se prosazoval od roku 1999 v polostřední váze do 81 kg. V roce 2000 prohrál nominaci na olympijské hry v Sydney s Jasonem Morrisem. Olympijskou účast vybojoval po čtyřech letech v roce 2004. Na olympijských hrách v Athénách prohrál ve druhém kole s Polákem Robertem Krawczykem po nasazené páce juji-gatame. V opravném pavouku se do bojů o medaile neprobojoval. Od roku 2006 startoval ve vyšší střední váze do 90 kg, ve které v roce 2008 na americké olympijské kvalifikaci neuspěl. Sportovní kariéru ukončil v roce 2009 přestupem mezi profesionály.

### Výsledky
| Turnaj                  | 1999             | 2000             | 2001             | 2002             | 2003             | 2004             | 2005             | 2006    | 2007    |
| Turnaj                  | 23               | 24               | 25               | 26               | 27               | 28               | 29               | 30      | 31      |
| Turnaj                  | polostřední váha | polostřední váha | polostřední váha | polostřední váha | polostřední váha | polostřední váha | polostřední váha | střední | střední |
| ----------------------- | ---------------- | ---------------- | ---------------- | ---------------- | ---------------- | ---------------- | ---------------- | ------- | ------- |
| Olympijské hry          |                  | —                |                  |                  |                  | úč.              |                  |         |         |
| Mistrovství světa       | —                |                  | —                |                  | —                |                  | —                |         | úč.     |
| Panamerické hry         | —                |                  |                  |                  | —                |                  |                  |         | 3.      |
| Panamerické mistrovství | 3.               | —                | —                | 3.               | —                | 5.               | —                | —       | —       |

## Profesionální kariéra
Jako profesionál se začal připravovat v Bostonu v bojovém klubu Marka DellaGrotteho Sityodtong v populárním stylu MMA. Ke grapplingu, který měl zvládnutý z juda přidal thajský box.
První velkou profesionální smlouvu podepsal s massachusettskou soutěží Cage Fighting Xtreme v závěru roku 2008 a po úspěších mu byla v roce 2010 nabídnuta prestižní smlouva s Bellator MMA. Pod Bellator MMA zápasil do konce roku 2014, kdy s ním neprodloužili smlouvu. V roce 2015 startoval opět v nižších soutěžích bez adekvátní finanční kompenzace za zdravotní újmy. Profesionální kariéry zanechal v závěru roku 2015.